# 西豊川駅
西豊川駅（にしとよかわえき）は、かつて愛知県豊川市にあった、日本国有鉄道飯田線の駅（廃駅）である。飯田線豊川駅から伸びる西豊川支線の終着駅で、路線とともに1942年（昭和17年）に開業、1956年（昭和31年）に廃止された。

## 歴史
西豊川駅が属した西豊川支線は、豊川市内に開設された豊川海軍工廠への物資・従業員の輸送用に敷設された。路線の開通は、1939年（昭和14年）12月の工廠開設から2年半遅れた1942年（昭和17年）5月12日のことで、同時に西豊川駅も営業を開始した。当時、現在の飯田線南部は豊川鉄道という私鉄が運営しており、豊川駅から伸ばされた西豊川支線と終点の西豊川駅も同社が運営にあたった。西豊川駅は旅客と貨物をともにあつかう一般駅であった。
西豊川駅は海軍工廠の敷地から外れた場所に位置していたが、工廠内まで工廠の専用線（幹線2 km・側線1.6 km）が敷設された。西豊川支線は電化されていたが、この専用線も一部区間は電化され、専用線内まで電車が直通した。一般客の利用は西豊川駅までしか認められていなかったが、工員や工廠関係者はそのまま電車で工廠内に設置された北東門乗降場までの乗車が可能であった。
1943年（昭和18年）8月1日、豊川鉄道線全線が国有化されたことから、西豊川駅は国鉄の運営へと移行した。その2年後の1945年（昭和20年）10月、戦争終結に伴い工廠は閉鎖されるが、工廠閉鎖後も西豊川駅は引き続き営業していた。しかし、利用客（乗車人員）は1日平均20人程度とごくわずかになったため、1956年9月15日付で廃止された。
駅は廃止され、西豊川支線も国鉄の路線としては営業を終えたものの、線路は残されて工廠跡地にできた国鉄浜松工場豊川分工場への引込み線となり、1963年（昭和38年）の分工場閉鎖後は日本車輌製造に払い下げられ、同社豊川製作所の専用線として現在まで存続している。

## 隣の駅
日本国有鉄道
飯田線 西豊川支線
豊川駅 - 西豊川駅